# 利根運河交流館
利根運河交流館（とねうんがこうりゅうかん）は、千葉県流山市にある資料館であり、利根運河に関する情報発信や周辺観光の拠点として運営されている。

## 沿革

### 開館
平成2年（1990年）に利根運河通水100周年記念行事が行われ、同年、「派川利根川」と呼ばれていた運河を、市民の強い要望で元の「利根運河」に戻した。
歴史、文化や自然環境を活かした憩いの空間として利根運河を活用するために、平成14(2002年)4月1日、国土交通省江戸川河川事務所運河出張所1階に、利根運河交流館が開館した。

### 運営委託
平成21(2009)年８月、流山市が利根運河交流館の運営業務委託事業者を募集、同年10月からNPO法人コミュネット流山が運営を開始した

。

## 活動

### うんがいい！ニュースの発行
2009年11月より発行し、130号(2021年10月時点)を数える。当月の利根運河交流館主催のイベントや近隣の観光情報を発信している。流山市では利根運河交流館、運河駅ギャラリー、流山市観光協会、流山おおたかの森駅前観光情報センター、流山市内各公民館、流山おおたかの森センター、南流山センター、流山市生涯学習センター、福祉会館(西深井・東深井)、森の図書館で、野田市では、野田市郷土博物館、野田市興風会館、野田市生涯学習センター、野田市文化会館、また、柏市のさわやかちば県民プラザでなどで手に入る。

## 施設周辺

### ビリケンさん
施設近くの運河橋のたもとにビリケン像がある。大正2年、利根運河会社の支配人の森田繁男によって石造のビリケンが建立された。高さ40センチメートル、幅35センチメートル、奥行き20センチメートルで、台座に「BILLIKEN」「福之神」と彫られている。
2018年3月24日に石造を囲う祠が完成し、お披露目された直後の4月に倒壊しているのを利根運河交流館の女性職員が発見した。石造の前に設置された賽銭箱もなくなっており被害届が出された。修復中の留守番にという意図で大阪市の「通天閣公認ビリケン事務局」から樹脂製の金色のビリケン像が同13日に寄贈された。石造のビリケン像は2018年11月に修復され、2019年から流山市立博物館に常設展示されている。
2代目のビリケンさんは2019年5月にお披露目され、合金製で銀色のものとなった。正式名称は「二代目利根運河ビリケン」という。

### 運河水辺公園
流山市東深井にある利根運河沿いの公園で、国と流山市によって整備された。約2.4ヘクタールの面積があり、公園内には運河の設計者ムルデルの碑や利根運河の碑がある。

### ヒガンバナ
施設正面の運河沿いは桜並木で、ヒガンバナの名所としても知られている。

### 新四国八十八ヶ所利根運河霊場
利根運河を中心に「新四国八十八ヶ所利根運河霊場」が整備され、野田市、流山市、柏市の3市にわたって霊場がある。2021年9月には利根運河交流館をゴールとする「利根運河deお遍路」と題したクイズラリー形式のイベントが開催された。

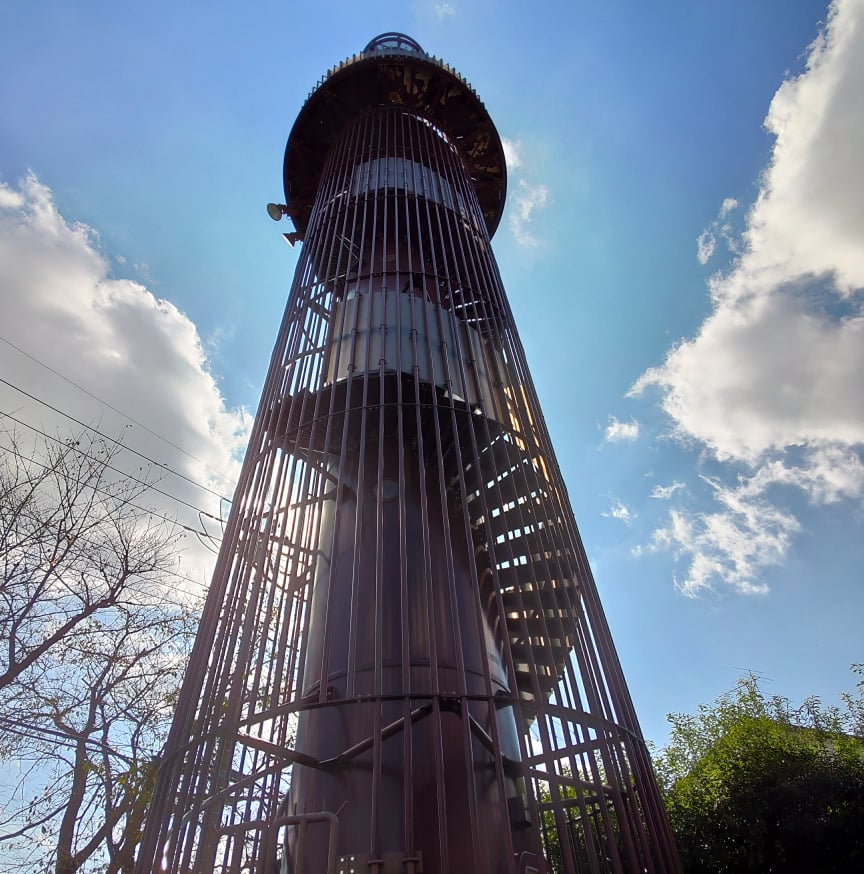
建物前に建つ運河局通信用鉄塔
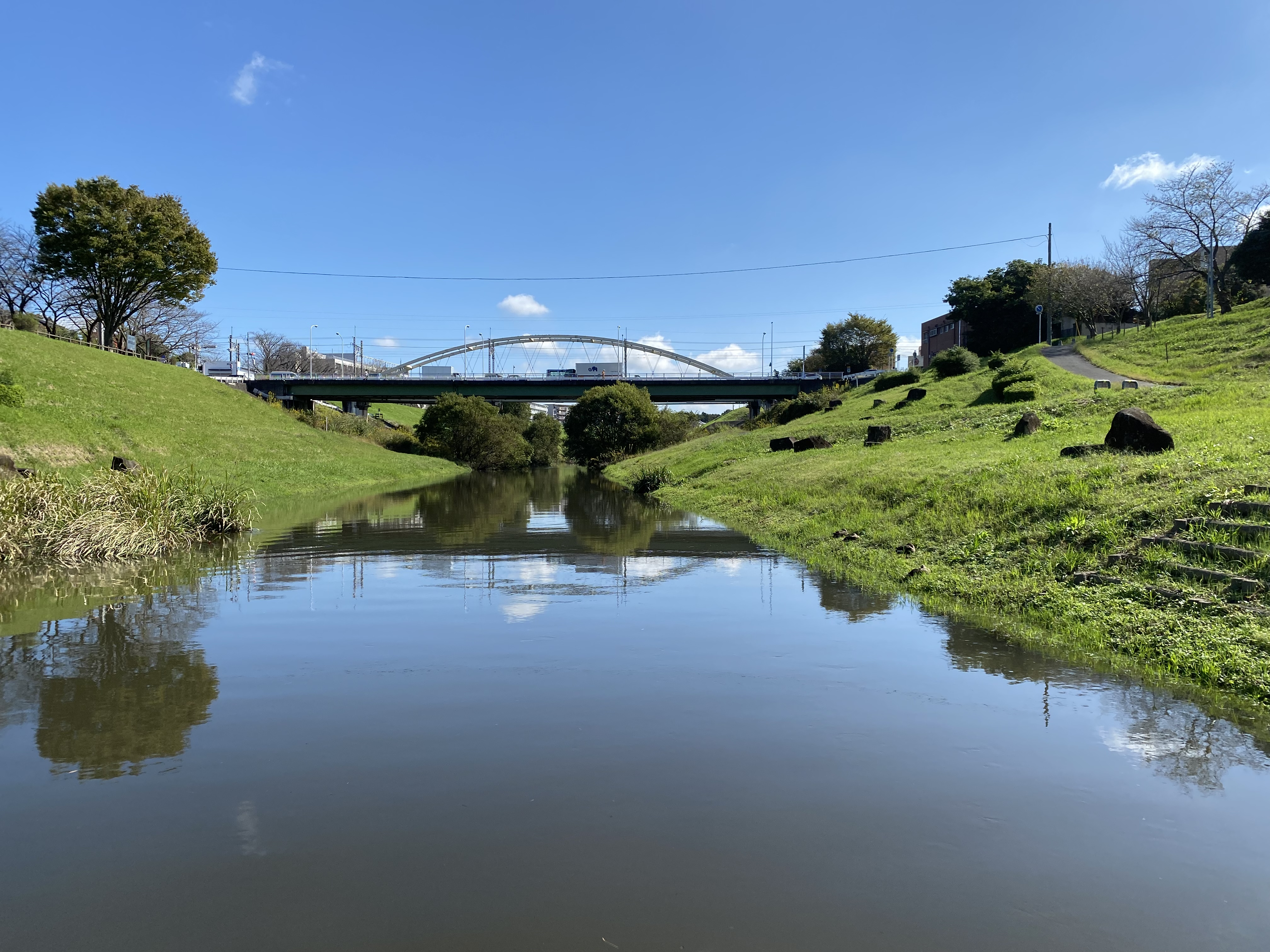
利根運河にかかる運河橋
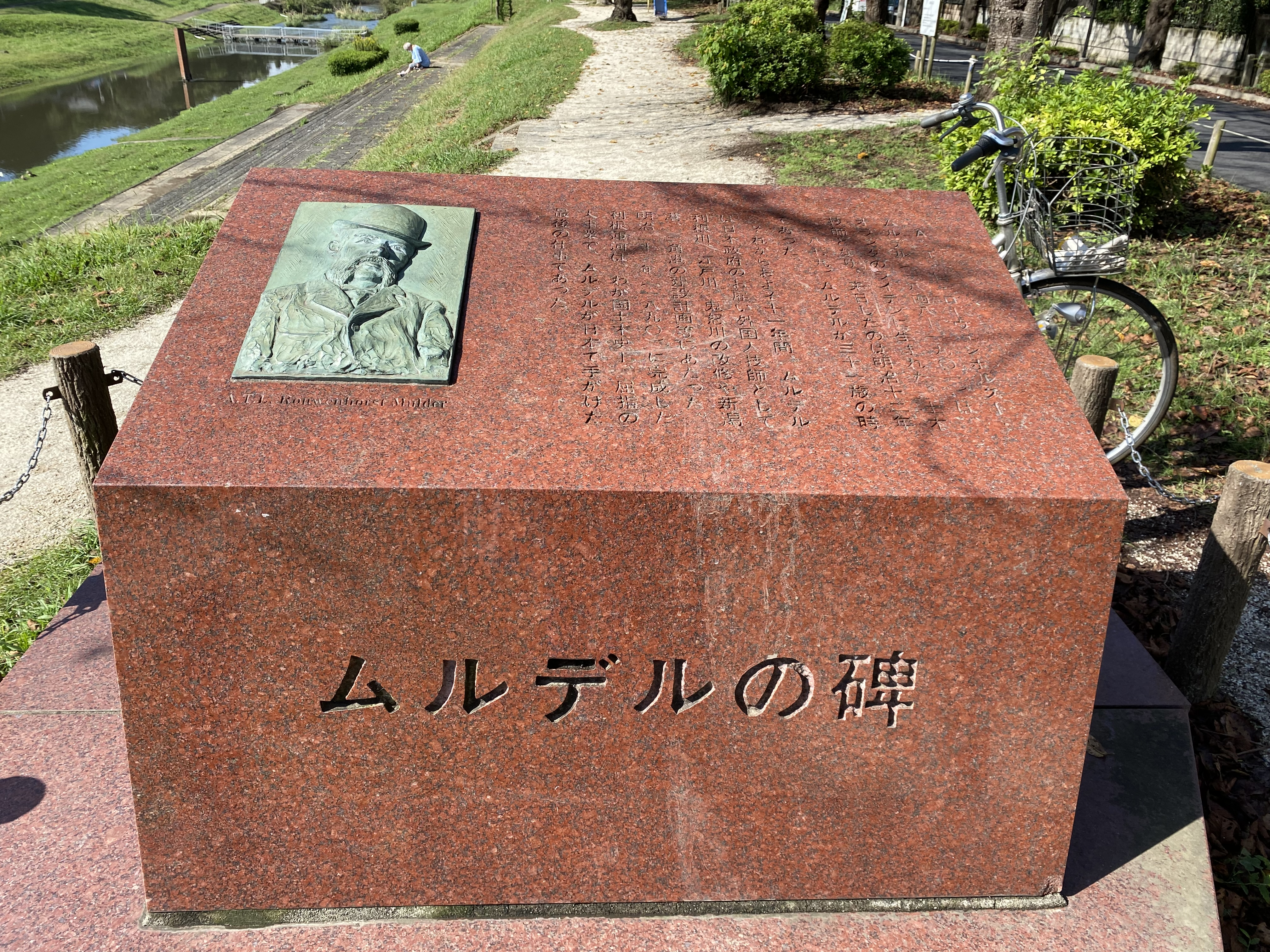
運河水辺公園にあるムルデルの碑
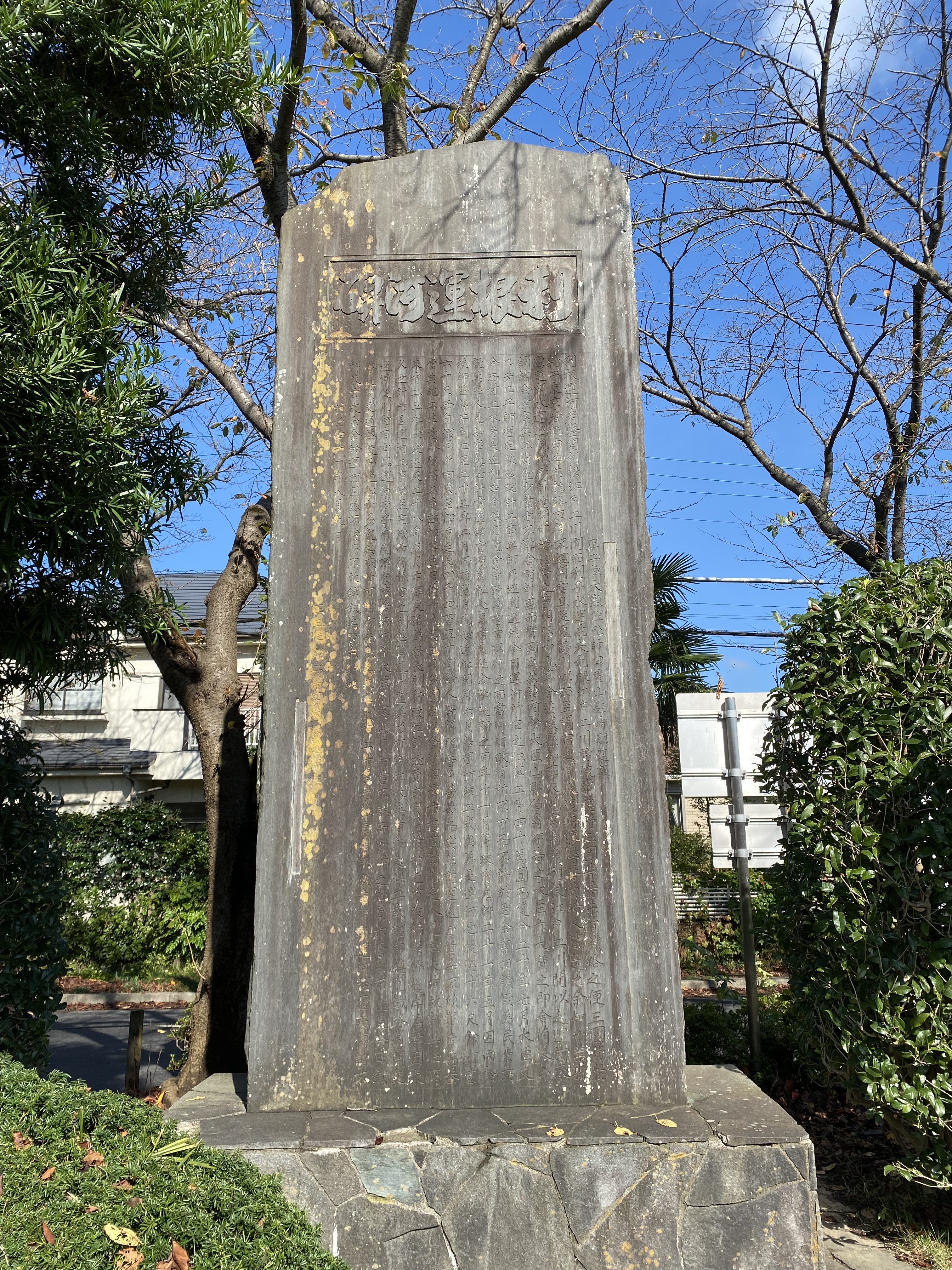
運河水辺公園にある利根運河の碑
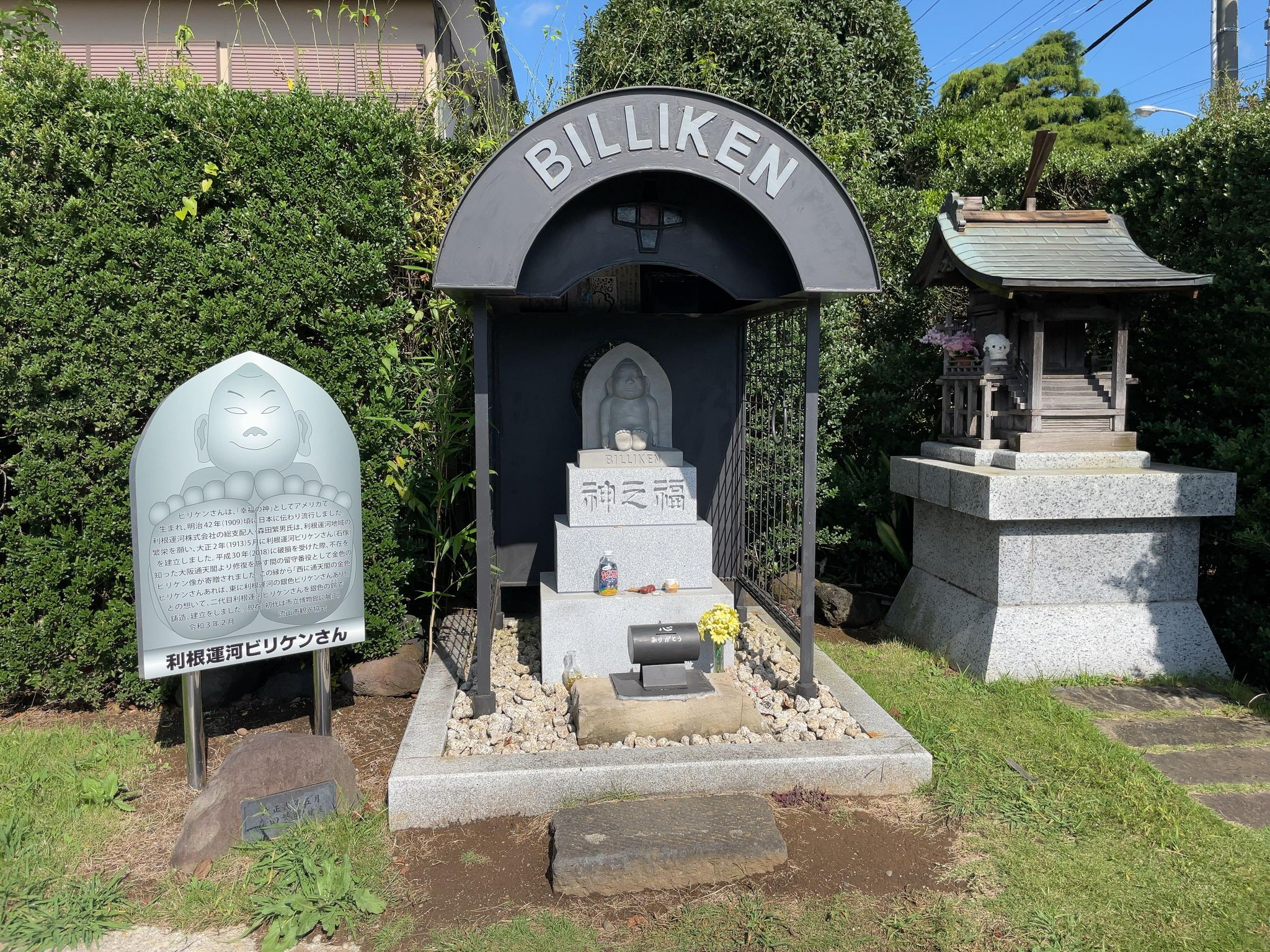
利根運河近くのビリケン像
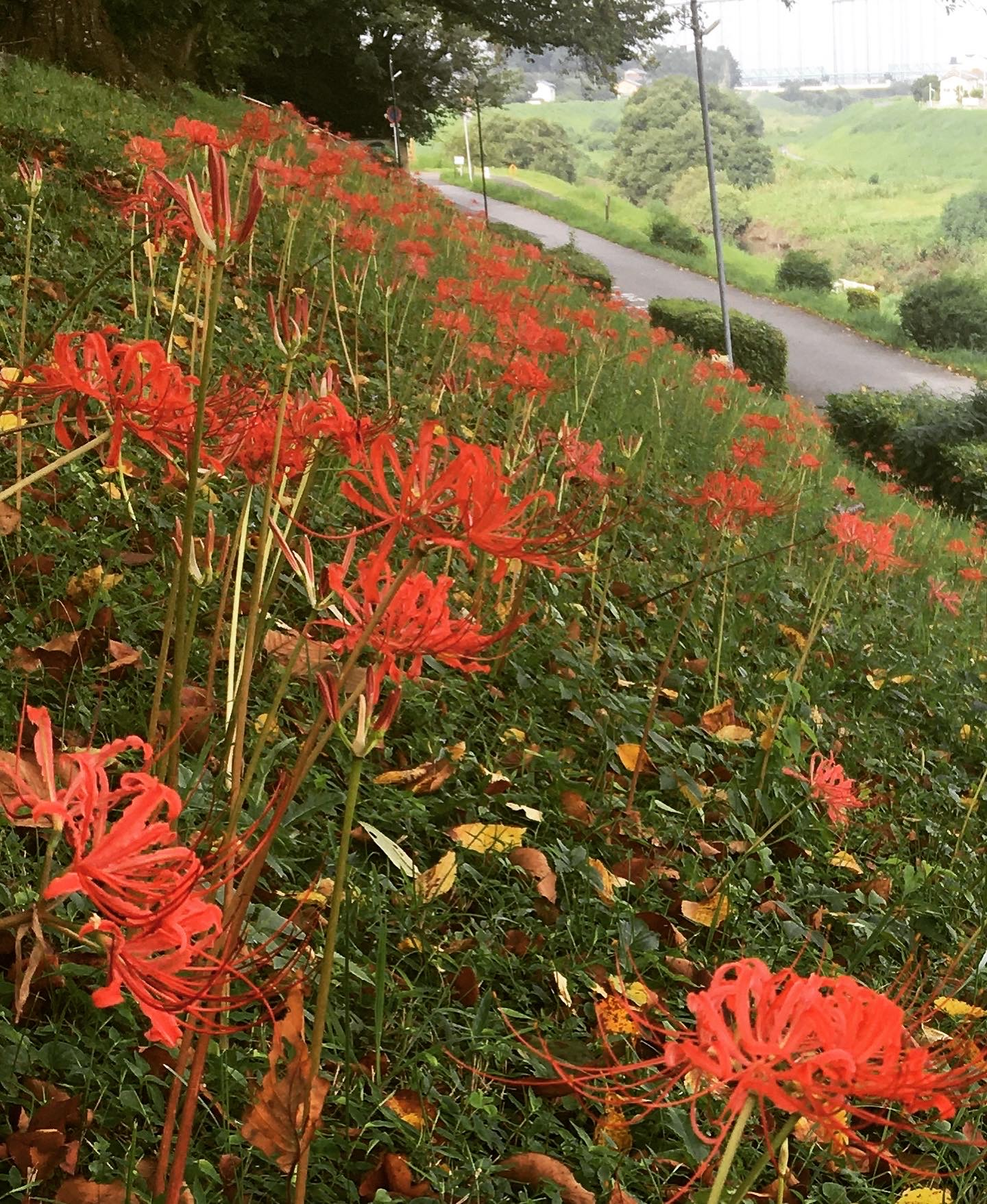
利根運河交流館向かいの斜面を彩る彼岸花

## アクセス
- 住所： 千葉県流山市西深井836
- 交通： 東武野田線運河駅下車徒歩5分[21]

## 利用案内
2021年10月時点
- 開館時間 9時～17時
- 開館日　水曜日～日曜日
- 休館日　月曜日・火曜日・年末年始（祝日と重なる場合は翌日が休館日）
- レンタサイクル